# Børøysund
Das Dampfschiff Børøysund wurde 1908 in Trondheim als Odin gebaut. Der Küstendampfer ist heute Norwegens letztes mit Kohle befeuertes Schiff. Das kombinierte Passagier- und Schleppboot verfügte über einen Lastenraum und eine Poststelle.

## Geschichte
Im Ersten Weltkrieg wurde das Schiff von der norwegischen Marine eingesetzt. Mit Kanonen auf dem Vor- und Achterdeck ausgerüstet, patrouillierte der Dampfer im Trondheimfjord.
1923 wurde das Schiff an die Hjelma und Herdla Dampfschiffgesellschaft verkauft und fuhr unter dem Namen Skjergar für zwei Jahre im Linienschiffbetrieb zwischen Øygarden un Bergen.
1925 ging das Schiff in den Besitz der Vesterålen Dampfschiffgesellschaft über, wo das Schiff auf seinen heutigen Namen, Børøysund, getauft wurde. Das Schiff wurde für den lokalen Linienverkehr der Regionen Lofoten und Vesterålen eingesetzt. Neuer Heimathafen war Stokmarknes. In dieser Zeit wurde die Børøysund umgebaut und modernisiert. So bekam der Dampfer elektrische Beleuchtung sowie neue Decksaufbauten, die einen Rauchersalon für die 1. Klasse beherbergten. In den Jahren 1935 und 1948 wurde das Schiff weiter modernisiert. 
Bis 1960 war die Børøysund im Linienverkehr, bis sie schließlich an eine Schule in Melbu auf der Inselgruppe Vesterålen verkauft wurde. Erneut erhielt das Schiff einen neuen Namen. Als Hyma wurde der Küstendampfer hauptsächlich als Übungsschiff für angehende Maschinisten genutzt. Auf ihm fanden aber auch Kurse in Navigation statt.
1969 ging die Hyma in den Besitz des Norsk Veteranskibsklub über, der dem Schiff den Namen Børøysund zurückgab. Die Mitglieder des Clubs restaurierten das Schiff und kümmern sich seither um den Erhalt. Der Club bietet Charterfahrten sowie Touren an und organisiert unter anderem sogenannte Open-Ship-Veranstaltungen. Des Weiteren kann das Schiff für Hochzeiten, Geburtstag oder Firmenfeiern gemietet werden.
Die Børøysund war auch in einer Reihe von Filmszenen zu sehen.

## Technik und Daten
Die Børøysund ist 33,1 Meter lang, 5,5 Meter breit und hat einen Tiefgang von 2,6 Metern. Das Schiff ist aus genietetem Stahl gefertigt. Es ist für 100 Passagiere zugelassen. Das Schiff wird von einer Dreifachexpansionsdampfmaschine (Verbunddampfmaschine) und einem kohlebefeuerten Kessel angetrieben. Beide sind Originalbauteile aus dem Jahr 1908. Die Børøysund ist damit das einzige zertifizierte Passagierschiff in Norwegen, welches mit einer Originalmaschine und einem Originalkessel fährt.
Das Schiff erreicht eine Geschwindigkeit von 9 Knoten und verbraucht 220 Kilogramm Kohle pro Stunde. 14,2 Tonnen Kohle können im Laderaum gebunkert werden.